# Victoria Silvstedt
Karin Victoria Silvstedt (Skellefteå, Suècia, 19 de setembre de 1974) és una model, actriu, cantant, presentadora de televisió i símbol sexual sueca.

## Biografia
Nascuda a Skellefteå, Silvstedt va ser criada en una família de cinc persones en un petit llogaret al nord de Suècia, amb una germana gran i un germà petit. Estava interessada en equitació, i volia ser veterinària.
De ben jove, és una apassionada de l'esquí, arribant a formar part de l'equip suec d'esquí. El seu pare era el capità de l'equip d'esquí de la zona, i ella va començar a practicar esquí alpí amb cinc anys. La seva carrera esportiva es va aturar per una greu lesió de l'espatlla a causa d'una caiguda.

## Carrera

### Carrera com a model
Va participar en el concurs de Miss Suècia el 1993. Per a sorpresa de tots va ocupar el segon lloc. L'any següent va representar al seu país en Miss Món arribant a ser finalista del concurs. El 1994 va començar a treballar com a model a París, per a diverses empreses com Chanel, Christian Dior, Givenchy, Valentino i Giorgio Armani.
Silvstedt va cridar l'atenció de Hugh Hefner, que la va convidar a fer una sessió fotogràfica a Los Angeles. El 1996 apareix a la portada de la revista Playboy com Playmate de desembre i aviat és nomenada com Playmate de l'any 1997. Des de llavors ha aparegut com a portada de nombroses revistes com GQ, Maxim, FHM, Gear i Nuts entre d'altres.
Al final de la dècada de 1990, Silvstedt va aconseguir un dels més cobejats contractes de model al món, convertint-se en la portaveu de Guess?, succeint Claudia Schiffer i Anna Nicole Smith. En les dècades de 2000 i 2010, Silvstedt ha continuat sent model internacional, treballant per a diverses marques, com Lynx, Nike i Renault.

### Cantant
Va tractar d'entrar en música el 1999, i va llançar un àlbum titulat Girl on the Run amb EMI. Tres senzills, "Rocksteady Love", "Hello Hey" i "Party Line", també van ser llançats per donar suport a les vendes de l'àlbum. L'àlbum va ser disc d'or a Suècia. El juny de 2010, Silvstedt va editar el senzill Saturday Night, que és una repetició d'un èxit de Whigfield. Silvstedt ha declarat que li encanta cantar, però és només un passatemps, i que ella no es pot veure  fent una carrera a temps complet.

### Actriu
Silvstedt ha treballat com a actriu des de finals de 1990, quan va aparèixer en sèries de televisió de Hollywood com Malibu i Melrose Place. Des de llavors, Silvstedt també va aparèixer en diverses pel·lícules, com Boat Trip, The Independent, BASEketball. Silvstedt també ha aparegut com a actriu convidada en Ocean Ave, una telenovel·la amb seu a Miami, emesa a Suècia i Florida.
Silvstedt també ha actuat en pel·lícules i sèries de televisió a diversos països d'Europa, especialment a Itàlia. Com a actriu principal, ha aparegut en pel·lícules italianes com La mia vita a stelle i strisce i Un maresciallo in gondola, en la qual interpretava Kim Novak. També va tenir un petit paper en la pel·lícula francesa Els seductors, amb Romain Duris i Vanessa Paradis.

### Presentadora de televisió
Silvstedt ha estat presentadora de nombrosos espectacles i programes especials de televisió de tot el món des de la dècada de 1990. Ha estat amfitriona de programes d'entreteniment a CBS, Channel 4 i E!, i va aparèixer com a presentadora en programes de diversos premis, incloent NRJ Music Awards i World Music Awards.
Des de 2006, va ser copresentadora de la Ruleta de la Sort, en la versió francesa en TF1, i la versió italiana a Itàlia 1, que es basen en el popular joc nord-americà Wheel of Fortune, i Silvstedt va dividir el seu temps entre París i Roma, filmant un dels espectacles d'un mes alhora, fins al 2009, quan la versió italiana va ser cancel·lada. A partir de 2012, Silvstedt tampoc forma part de la versió francesa.
El 2010, Silvstedt va organitzar el seu propi programa de televisió titulat Sport by Victoria a Eurosport durant els Jocs Olímpics de Vancouver 2010. El programa va introduir diferents esports d'hivern, i es va fer en anglès i francès.
Des de 2011, Silvstedt també ha fet nombrosos especials de televisió titulats Le Grand Bêtisier a TF1 a França, incloent Le Grand Bêtisier de Noël, que va atreure més de tres milions d'espectadors la nit de Nadal de 2011.

### Reality
Al novembre de 2008, és el centre d'atenció al canal E! en un reality xou titulat Victoria Silvstedt: My Perfect Life. El programa ha estat emès a tot el món, incloent Europa, Estats Units, Àsia, Austràlia i Amèrica Llatina.
La primera temporada cobreix la vida personal i laboral, a Mònaco, Canes, París, Roma, Londres, Hèlsinki, Estocolm, Los Angeles i Nova York. Silvstedt també visita a la seva família al petit poble al nord de Suècia, on es va criar, i passa temps amb amics de la seva infància.

## Autobiografia
Silvstedt va publicar la seva autobiografia a França el 2010. En el seu llibre, Silvstedt parla de la seva infància,  la formació per convertir-se en una esquiadora alpina professional, i un greu accident que va canviar els seus plans de futur.
Recorda la seva carrera en el món de les models després de convertir-se en una de les finalistes en el concurs de Miss Món a Sud-àfrica, que arriba a París, sense diners, i on tracta de fer-se un nom. Explica com va anar a Los Angeles per treballar amb Playboy, arribant a ser la Playmate de l'any, abans d'aconseguir treball més lucratiu com a model amb Guess?.
Silvstedt després va trobar treball com a actriu en sèries de televisió i pel·lícules de Hollywood, així com a diversos països d'Europa, especialment a Itàlia.

## Vida personal
Va contreure matrimoni el 10 de juny de 2000 amb Chris Wragge, periodista esportiu, a Nova York. Silvstedt i Wragge van viure a Santa Monica, Califòrnia, i després a Houston, Texas, durant diversos anys, abans de traslladar-se a Nova York el 2004. Es van separar el 2007, però no s'han divorciat.
D'acord amb el tabloide finlandès Keskisuomalainen, Silvstedt guanya milions d'euros cada any amb el seu treball com a model, actuació, presentació i promoció de la televisió de diferents marques.
Victoria Silvstedt parla suec, anglès, francès i italià.

## Filmografia

### Cinema
| Any  | Títol original                 | Paper        |
| ---- | ------------------------------ | ------------ |
| 1998 | BASEketball                    | ella mateixa |
| 1998 | Beach Movie                    | Stephanie    |
| 2000 | The Independent                | Blossom      |
| 2000 | Ivans XTC                      | Melanie      |
| 2000 | Naken                          | Stephanie    |
| 2001 | Cruel Game                     | Ingrid       |
| 2001 | Out Cold                       | Inga         |
| 2002 | Un maresciallo in gondola      | Kim Novak    |
| 2002 | Boat trip                      | Inga         |
| 2003 | The Last Race                  | dona rossa   |
| 2003 | La mia vita a stelle i strisce | Wendy        |
| 2007 | Matrimoni alle Bahamas         | Patricia     |
| 2008 | Un'estate al mare              | Eva          |
| 2010 | Els seductors                  | dona         |

### Televisió
| Any     |                                     | Títol original  | Paper      | Notes      |
| ------- | ----------------------------------- | --------------- | ---------- | ---------- |
| 1998    | Sin City Spectacular                | dona            | 1 episodi  |            |
| 1999    | Unhappily Ever After                | Brandy          | 1 episodi  |            |
| 1999    | Malibu, CA                          | Inga            | 1 episodi  |            |
| 1999    |                                     | Melrose Place   | Ingrid     | 2 episodis |
| 2000–01 | Son of the Beach                    | Eva Rommel      | 2 episodis |            |
| 2003    | Ocean Ave.                          | Johanna Marsden | 6 episodis |            |
| 2008    | Victoria Silvstedt: My Perfect Life | ella mateixa    | reality    |            |

## Discografia

### Àlbum
- Girl on the Run (1999)

### Senzills
- "Hello Hey" (1999)
- "Rocksteady Love" (1999) (feat. Torbo B)
- "Party Line" (2000)
- "Saturday Night" (2010)